# Westmoreland Davis
Westmoreland "Morley" Davis (océano Atlántico, 21 de agosto de 1859 –Baltimore, 7 de septiembre de 1942) fue un abogado, granjero y político estadounidense. Fue el cuadragésimo octavo gobernador de Virginia.

## Biografía
Nacido en un barco en el Atlántico era hijo de una familia prominente que perdió gran parte de su fortuna en la Guerra de Secesión. Gracias a una beca, se enroló a los 14 años en el Instituto Militar de Virginia, siendo el cadete más joven. Tras su graduación en 1877, enseñó dos años y trabajó para la compañía ferroviaria. Más tarde, completó un año de estudios de postgrado en la Universidad de Virginia en 1883, y estudió derecho en Columbia de 1884 a 1886. Se hizo rico más tarde al ingresar en un notorio bufete de Nueva York.
A pesar de su desconocimiento como granjero, adquirió los terrenos de Morven Park para comenzar una granja donde primara el uso de la ciencia en mejorar la productividad y la higiene, como defendía en una de las más populares publicaciones del Sur, Southern Planter, la cual compró en 1912.
Con un 71,47% del voto, fue elegido gobernador de Virginia frente al republicano Thomas J. Muncy y el socialista Frank Smith.
Falleció en un hospital de Baltimore y fue enterrado en Morven Park.